# Magnesi nitrat
Magnesi nitrat là một muối với công thức hóa học Mg(NO3)2. Trong không khí nó nhanh chóng tạo thành muối ngậm 6 nước với công thức Mg(NO3)2·6H2O (và khối lượng phân tử 256.41 g/mol). Nó hòa tan tốt trong cả nước lẫn etanol.

## Ứng dụng
Magnesi nitrat xuất hiện trong các mỏ và hang động dưới dạng khoáng chất nitromagnesit (ngậm 6 phân tử nước). Hình thức này không phổ biến, mặc dù nó có thể có mặt ở nơi phân chim tiếp xúc với đá có chứa nhiều magnesi. Hóa chất này được sử dụng trong ngành gốm, in ấn, công nghiệp hóa chất và nông nghiệp. Mức độ phân bón của nó là 10.5% nitơ và 9.4% magie, nên nó được liệt kê là 10.5-0-0 + 9.4% Mg. Pha trộn phân bón có chứa magnesi nitrat thường có ammoni nitrat, calci nitrat, kali nitrat và các nguyên tố vi lượng; những hỗn hợp này được sử dụng trong nhà kính và thủy canh.